# El Celler de Can Roca
El Celler de Can Roca is een Catalaans restaurant gelegen in Girona. Het restaurant staat in de traditie van de Catalaanse gastronomie, maar is daar een zeer actuele versie van. Het restaurant biedt plaats aan een 45-tal bezoekers. Het wordt uitgebaat door de drie broers Roca. De oudste Joan Roca is de chef kok, de middelste Josep is de sommelier en de jongste Jordi staat in voor de desserts.

## Waardering
Het restaurant heeft sinds 2009 drie Michelinsterren. In de rangschikking van het tijdschrift Restaurant Magazine schoof het jaar na jaar vooruit met in 2009 een vijfde positie, in 2010 een vierde positie en in 2011 en 2012 een tweede plaats in de lijst van de 50 beste restaurants van de wereld. In 2013 werd uiteindelijk een eerste maal de eerste plaats behaald in deze lijst, wat in 2015 terug gebeurde. Van 2011 tot 2018 behoorde het restaurant onafgebroken tot de top drie van deze rangschikking.

## De chefs
De drie broers Roca i Fontané werden geboren in de Catalaanse stad Girona. Hun ouders openden in 1967 in de buitenwijk Taialà een restaurant met de naam Can Roca. Joan, Josep en Jordi leerden de koksstiel deels in het ouderlijk restaurant en deels in de Culinary Arts School. In 1986 openden ze naast Can Roca hun eerste versie van El Celler de Can Roca. In 1997 verhuisden ze een eerst keer en in 2007 vond het restaurant 100m verder een nieuwe stek in de moderne nieuwbouw in het centrum van Girona.
De oudste broer werkte eerder bij El Bulli (Roses, Spanje), El Racó de Can Faves (Sant Celoni, Spanje), Georges Blanc (Vonnas, Frankrijk) en La Galvia (D.F. Mexico). In het restaurant tekent hij de algemene lijnen uit en tot 2019 was hij ook manager van het restaurant Roca Moo in hotel Omm te Barcelona.
Josep staat als sommelier in voor de wijnen en de bijbehorende wijnkelder van zo'n 40.000 flessen.
Jordi zorgt voor de desserts. Hij publiceerde meerdere dessert kookboeken en heeft ook een eigen winkelketen met zoetigheden uitgebouwd onder de naam Rocambolesc met vestigingen in Girona, Madrid en Houston.

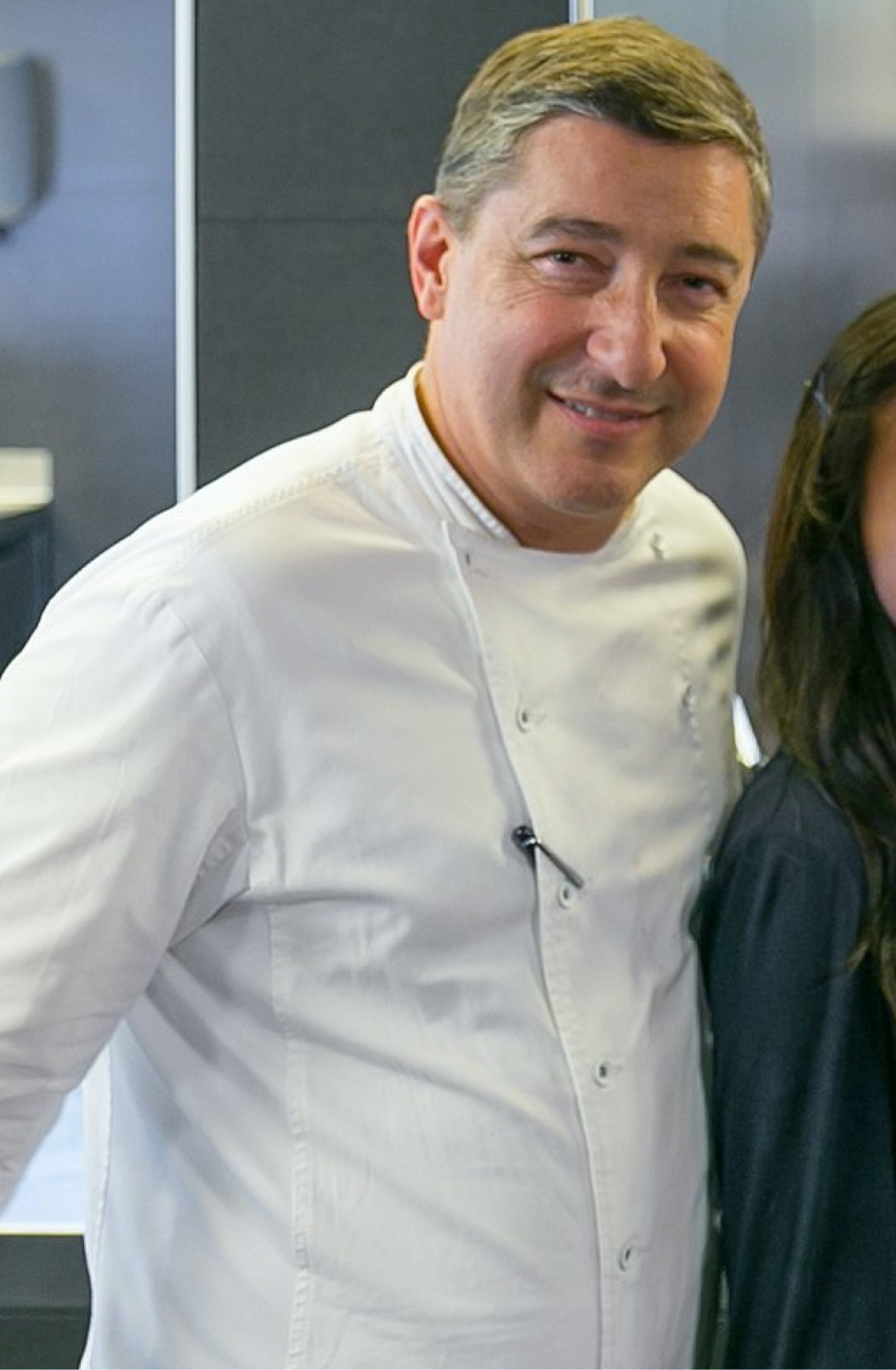
Joan Roca (11 februari 1964)
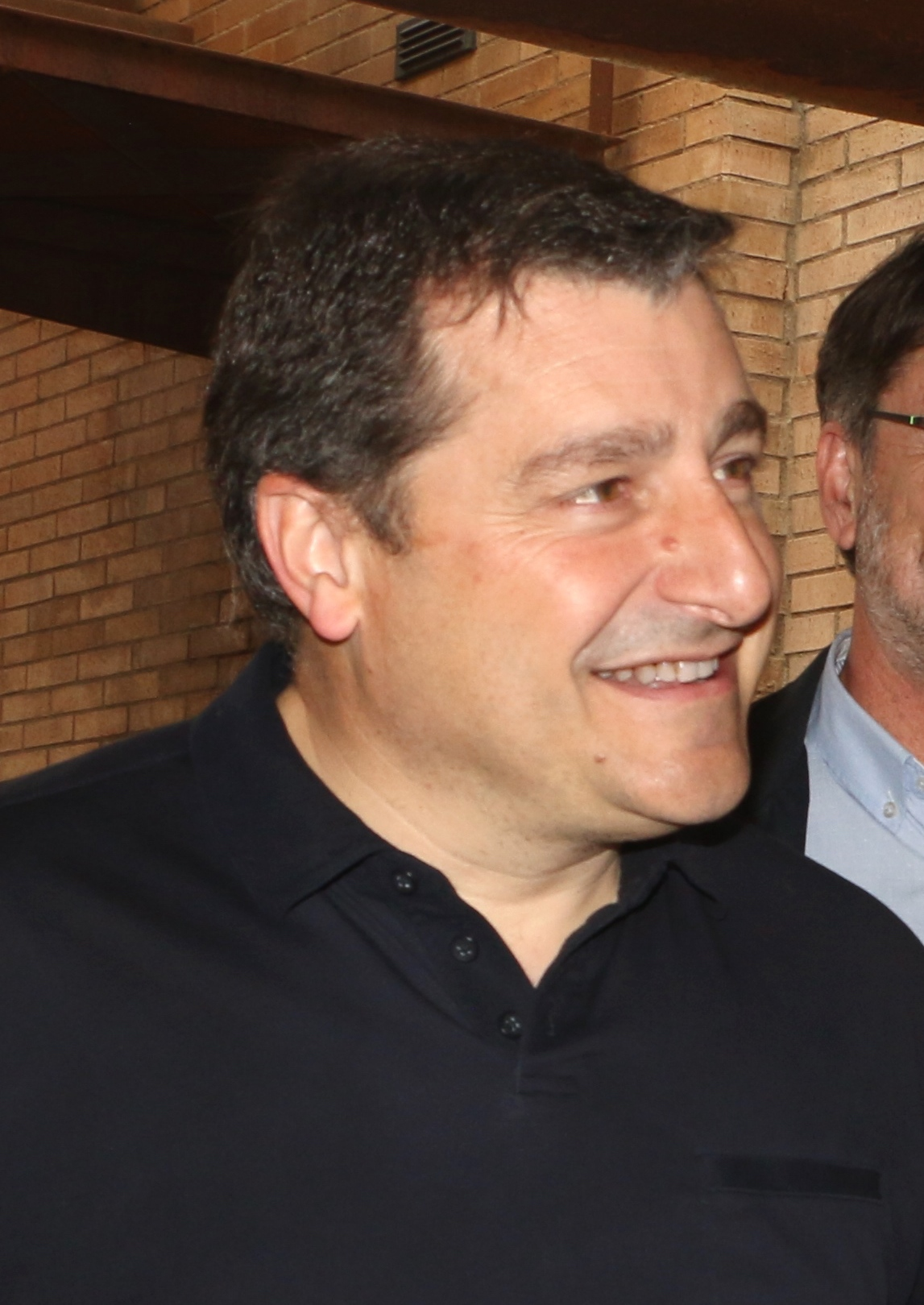
Josep Roca (26 augustus 1966)
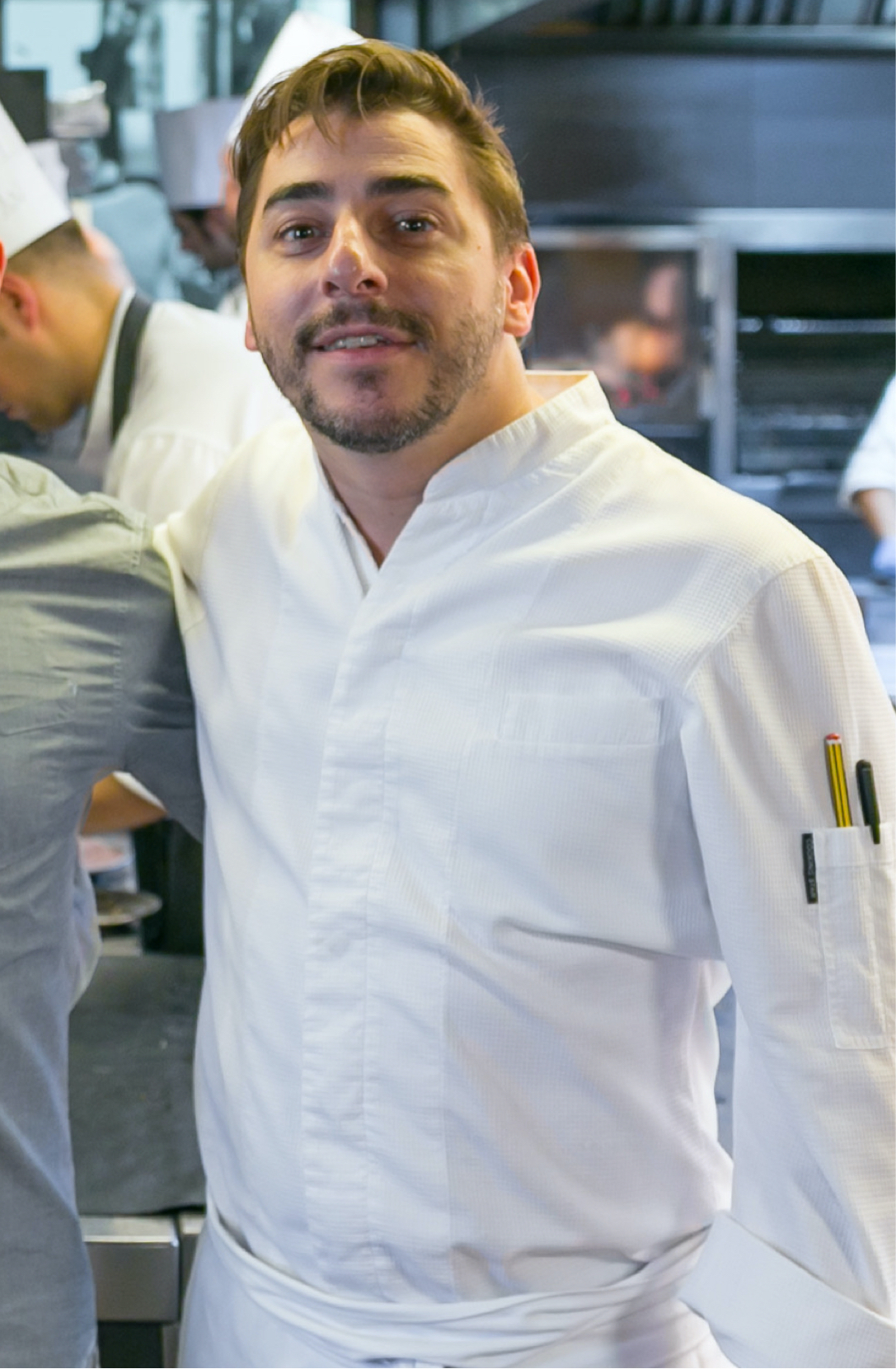
Jordi Roca (28 november 1978)

## Signatuurgerechten

### De wereld
Een bekende culinaire compositie van het restaurant is 'El Món' of 'De wereld' met 5 gerechten uit verschillende landen. De compositie is initieel verborgen in een accordeonsfeer op een boomstronk en bevat een Koreaanse kroket, taco uit Mexico, tomaat met linzen en kruiden uit Turkije, groenten uit China en tot slot honing, zoetigheden en amandel uit Marokko.

### De olijfboom
Een kleine bonsaistijl olijfboom wordt geserveerd met gekarameliseerde olijven opgevuld met ansjovis.

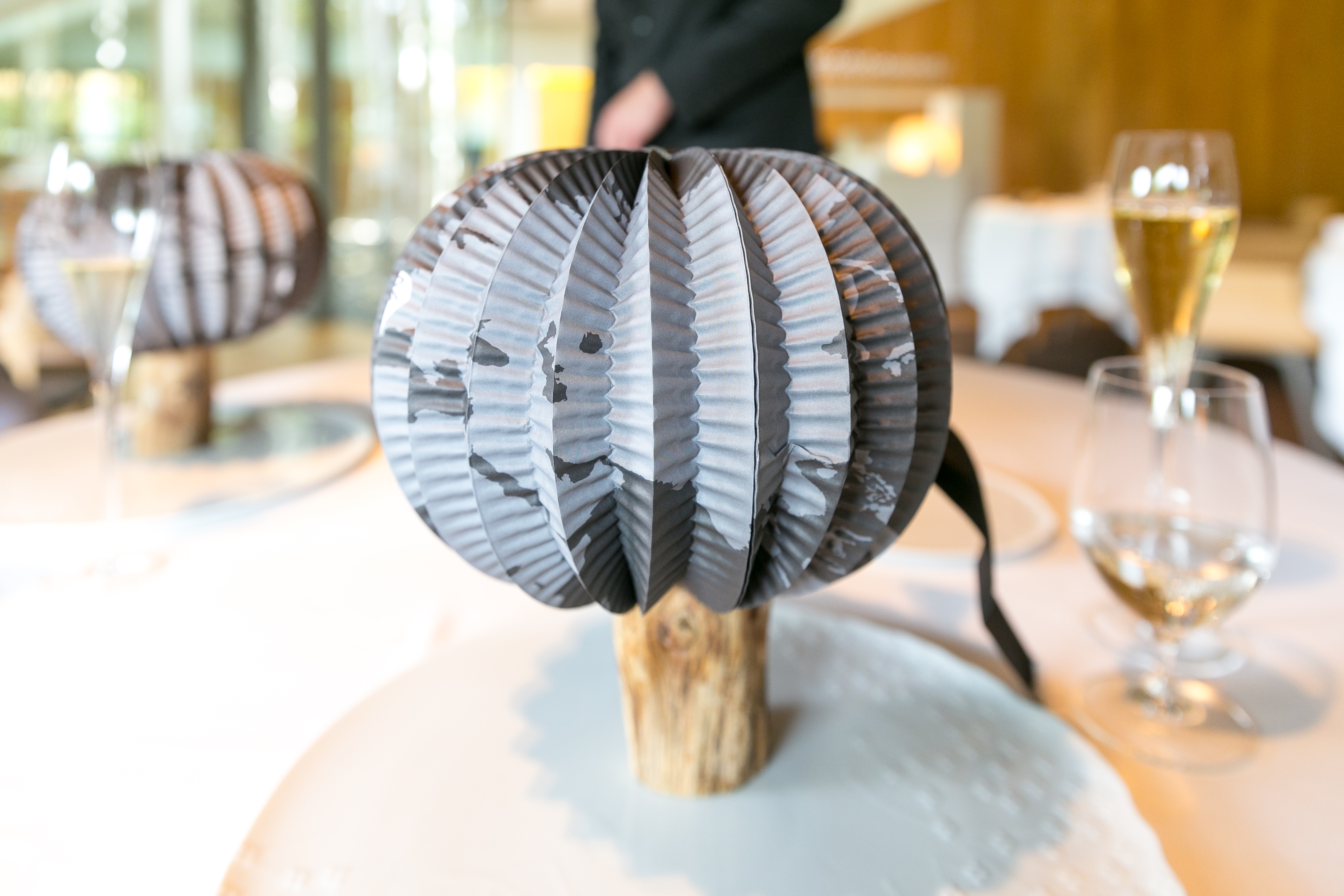
De wereld, gesloten opgediend.
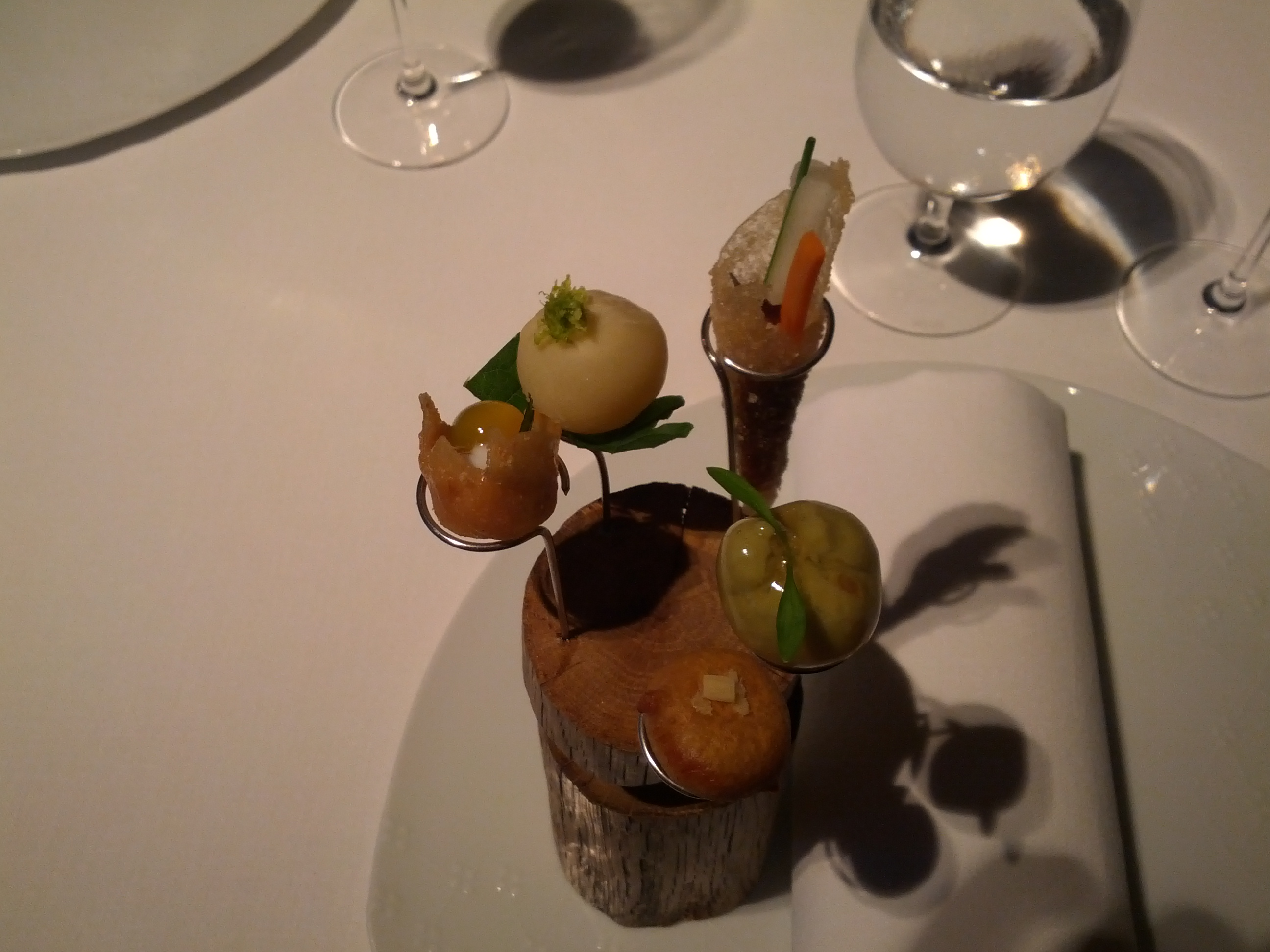
De wereld, na opening.
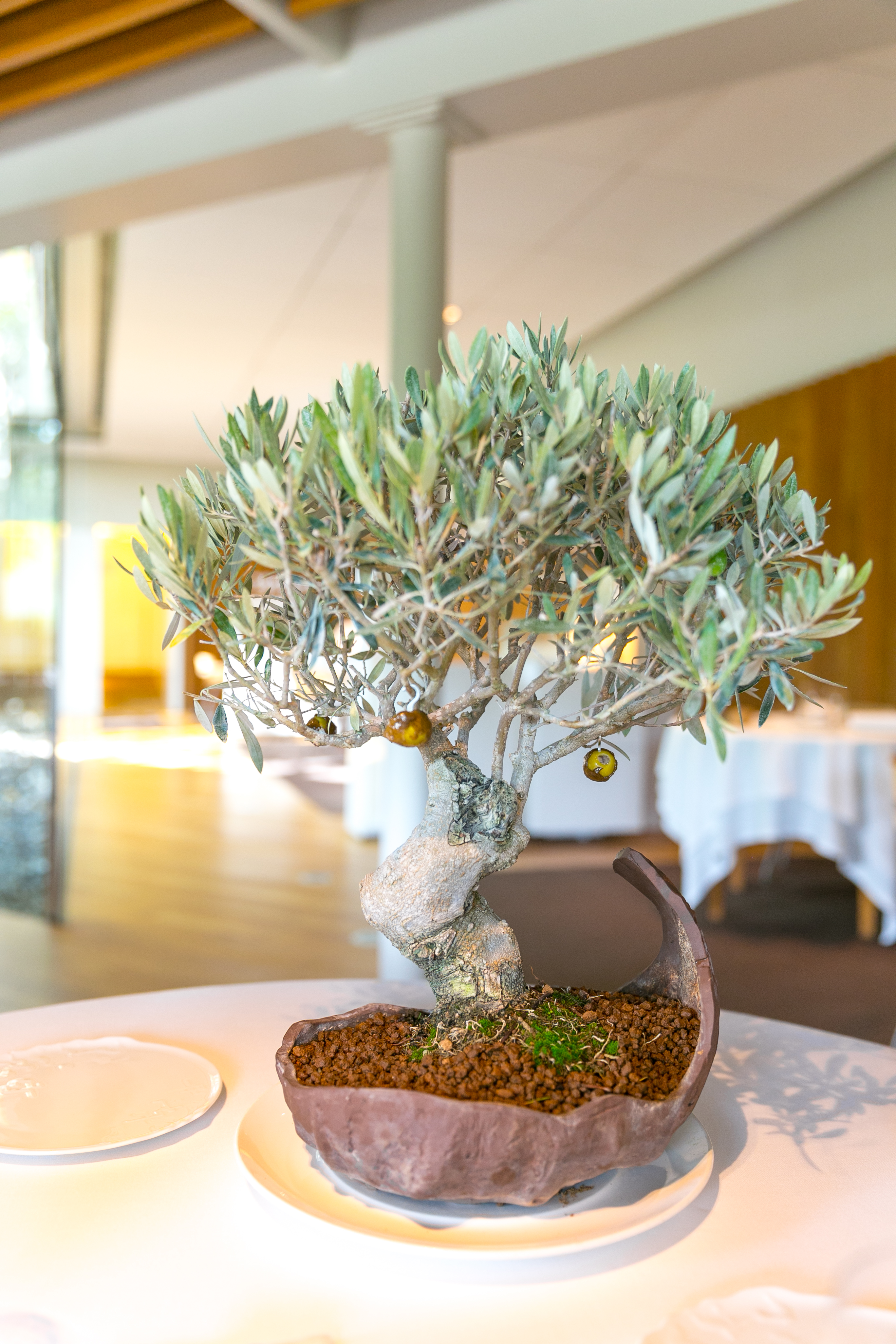
De olijfboom

## Menu

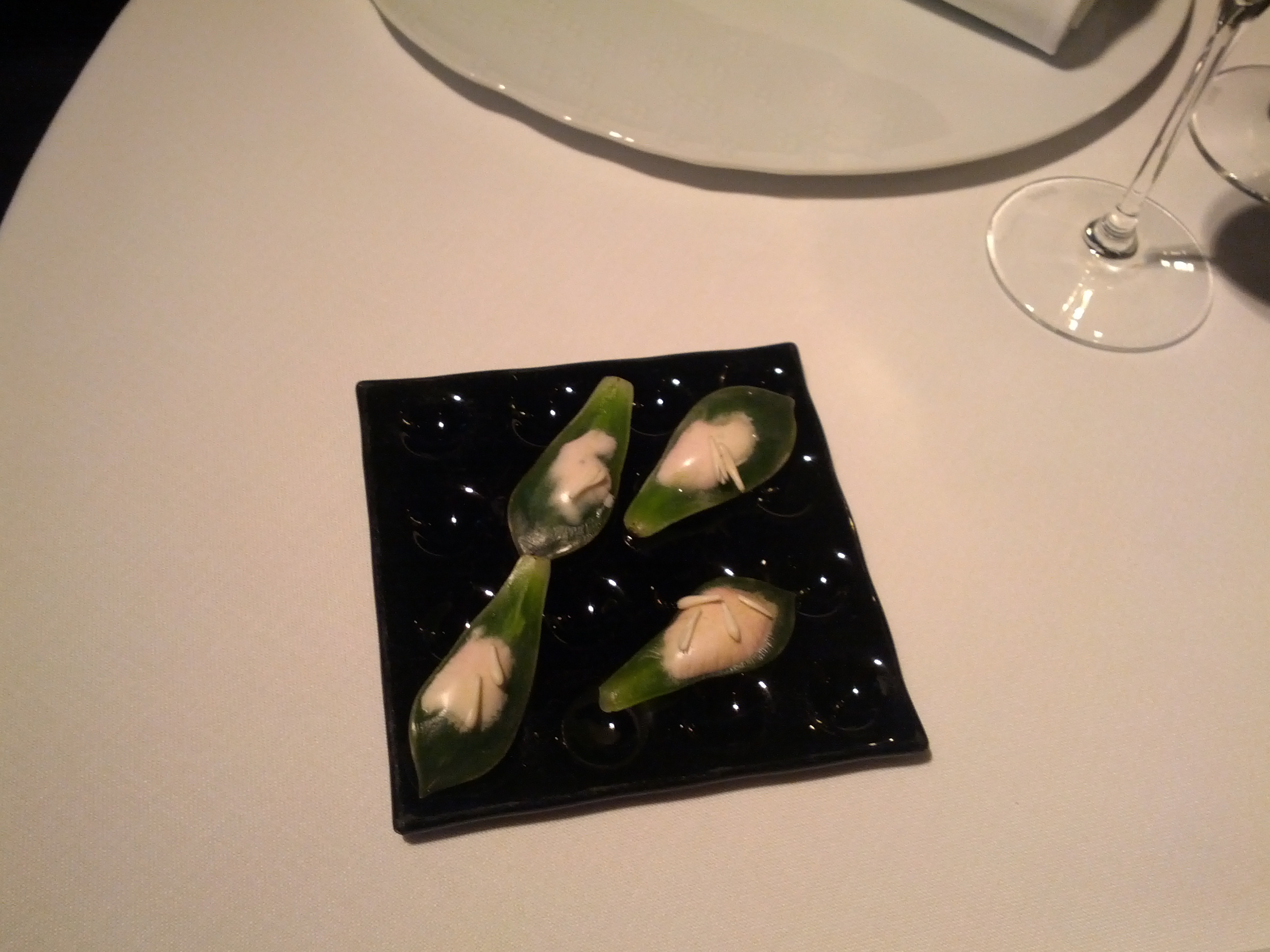
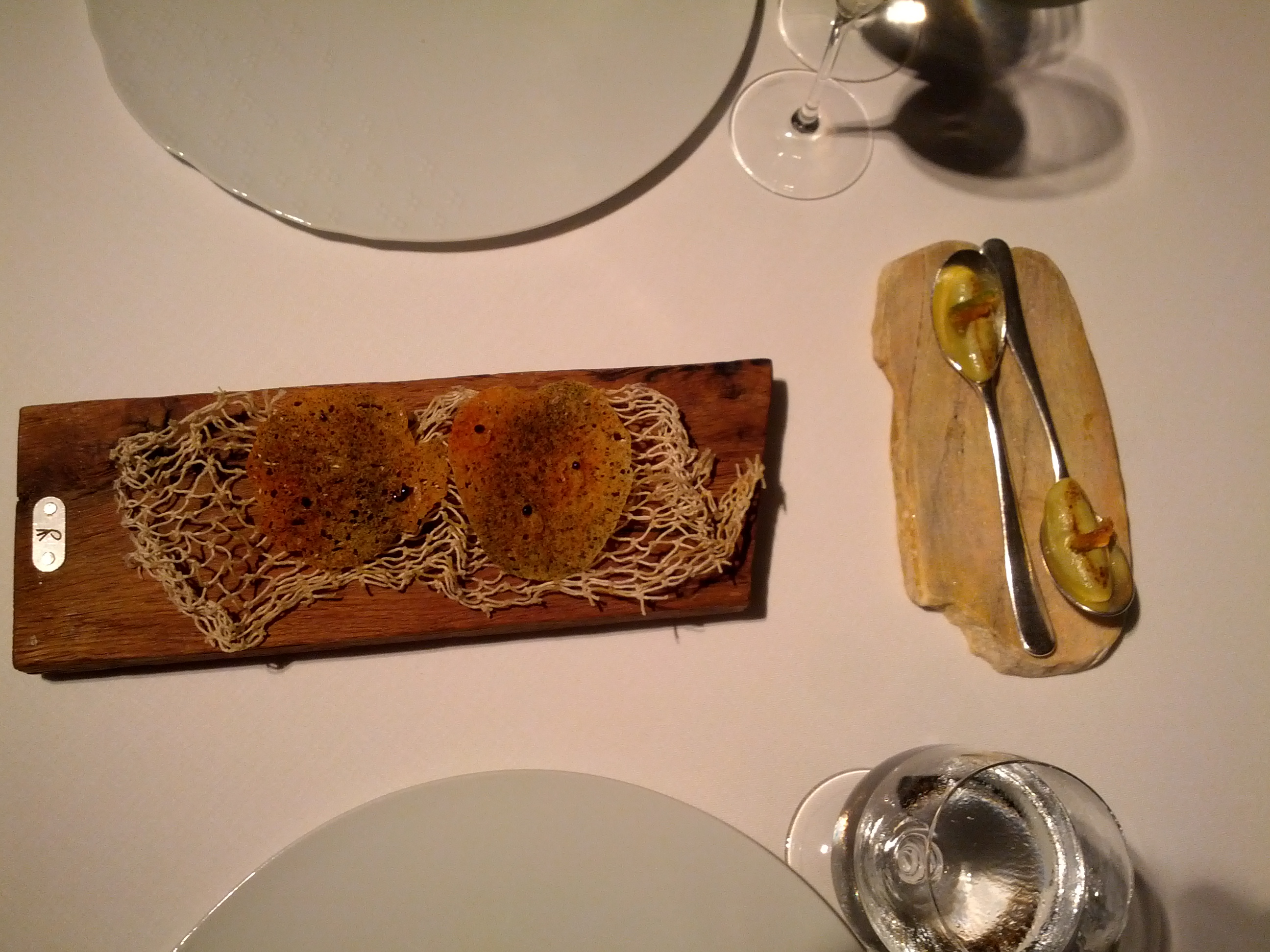
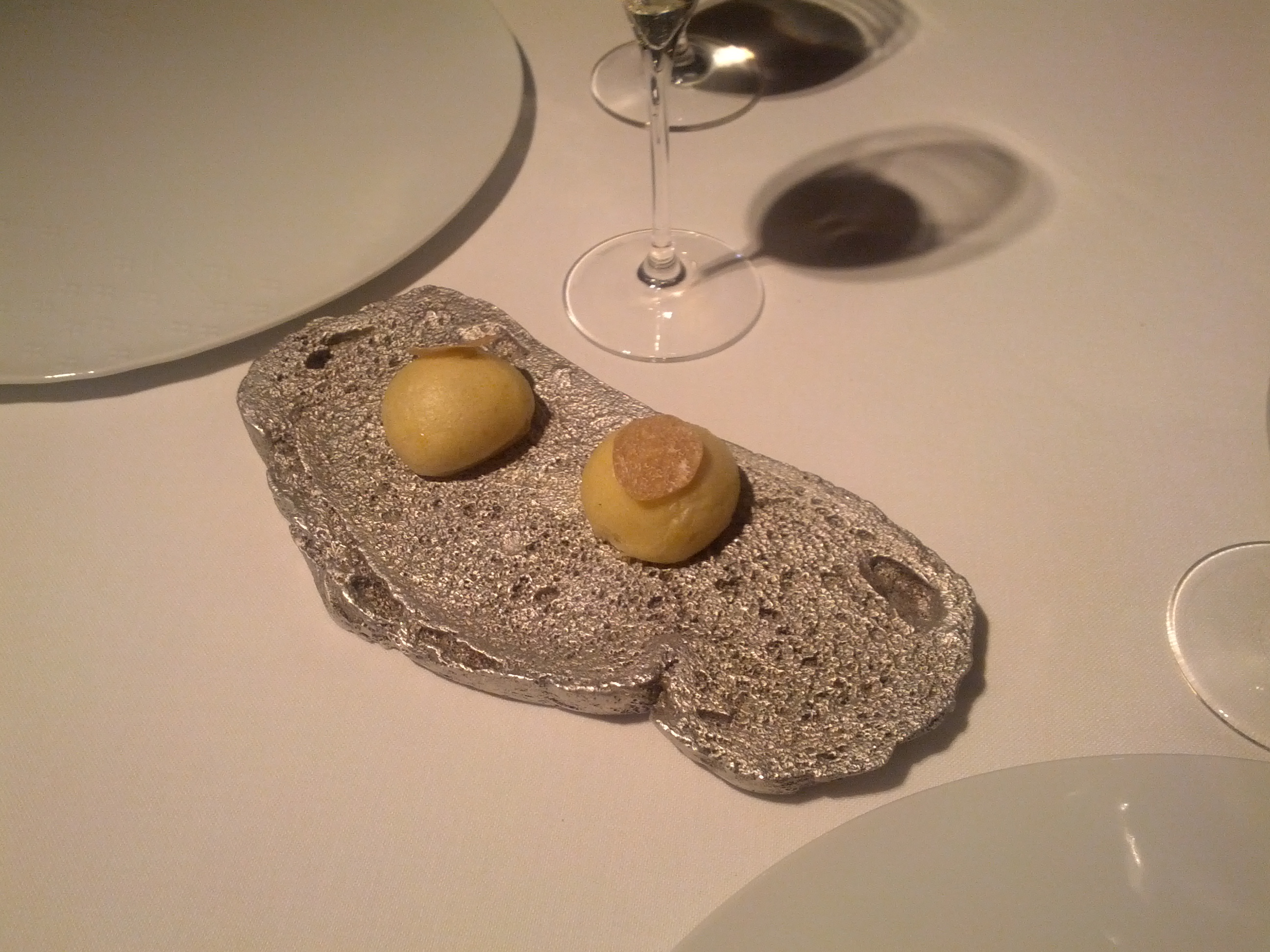
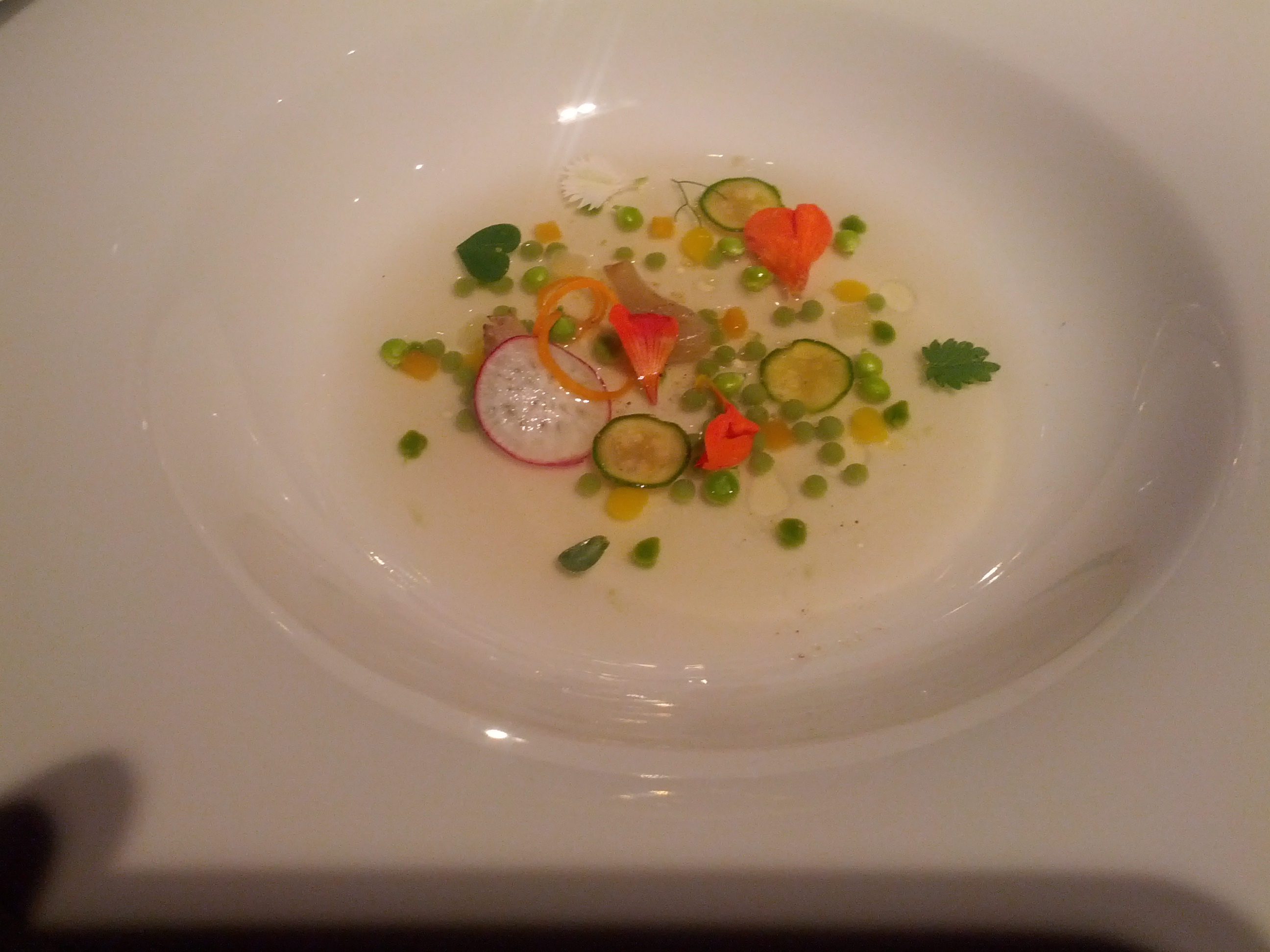
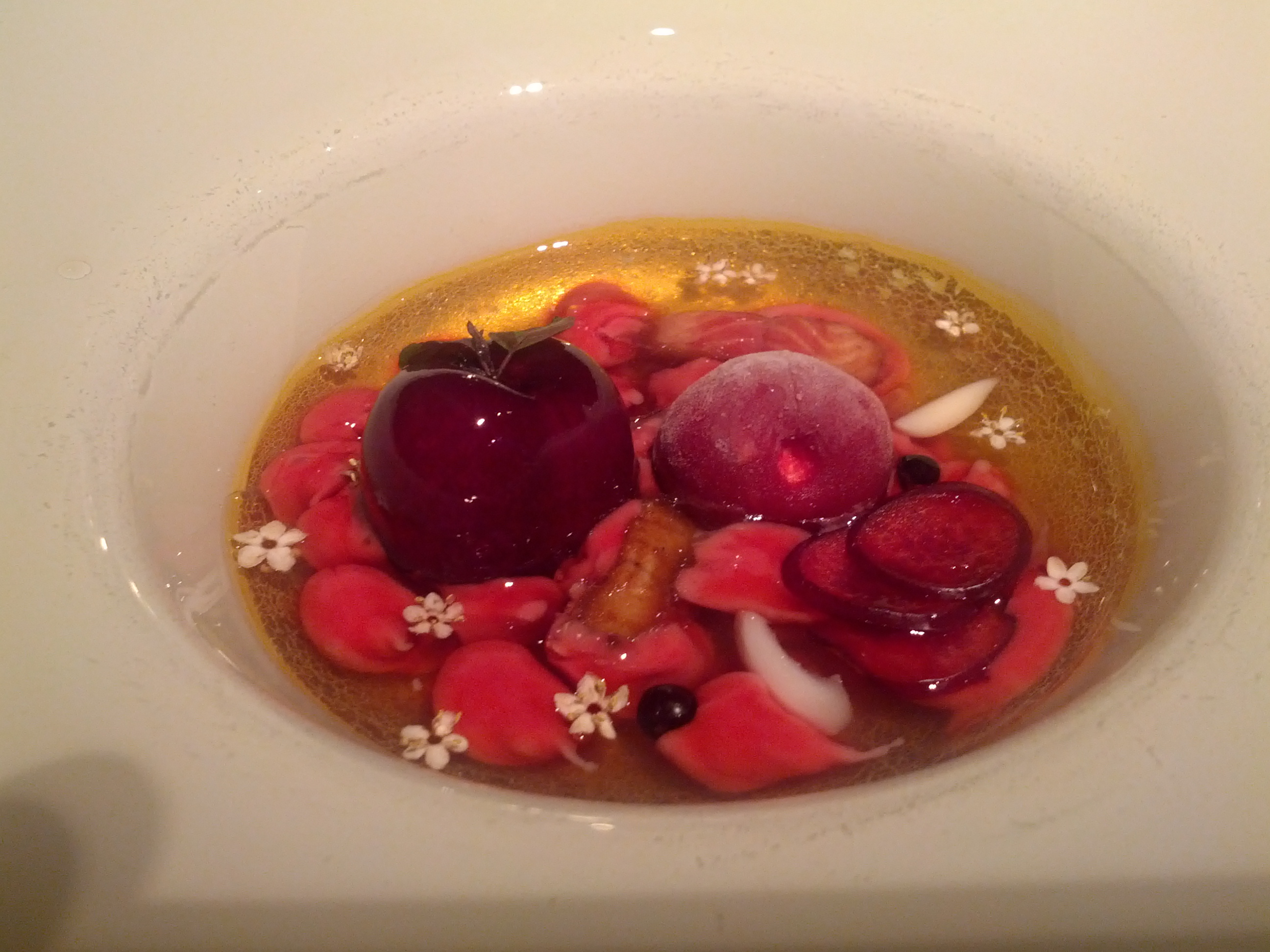
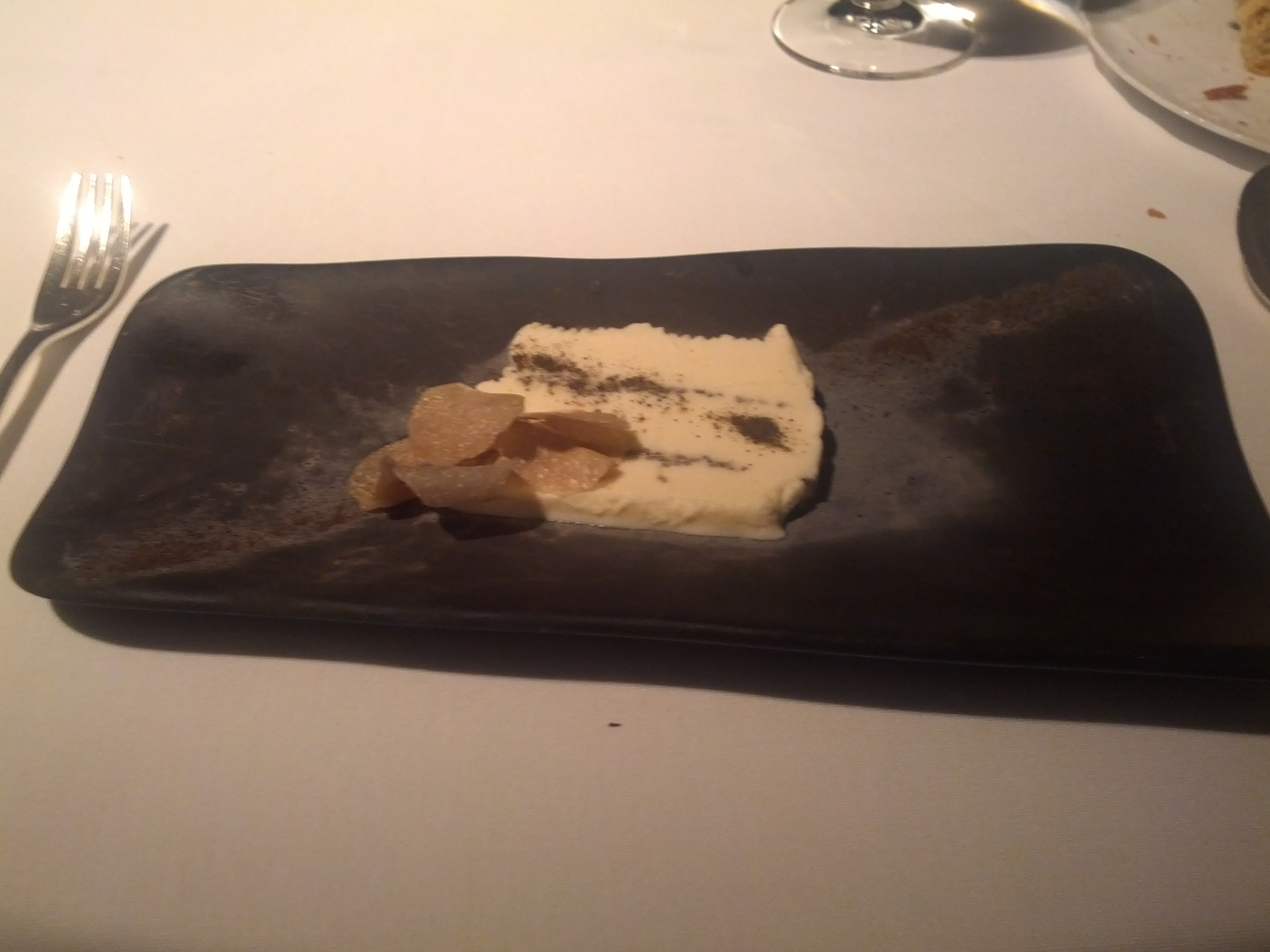